# Rúrik Gíslason
Rúrik Gíslason (25 de febrer del 1988) és un futbolista islandès que juga de centrecampista al SV Sandhausen

## Carrera
Rúrik va començar la seva carrera al HK Kópavogur durant la seva joventut. Després d'una estada de jove al RSC Anderlecht, llavors campió de Bèlgica, va debutar com a professional amb el HK Kópavogur.
A finals de l'agost del 2005, Rúrik va signar amb el Charlton Athletic, però no va jugar pel primer equip.

## Carrera internacional
El 2011, Rúrik va formar part de l'equip islandès al Campionat d'Europa de Futbol sub-21 de la UEFA 2011 a Dinamarca. El davanter va ser suplent al partit d'obertura contra Belarús.
El maig del 2018 va ser escollit per format part de la selecció de futbol islandesa per la Copa del Món de Futbol de 2018.

## Vida personal
Rúrik va ser candidat pel partit de centre-dreta Partit de la Independència a les eleccions legislatives islandeses de 2016 i 2017.

## Estadístiques de la seva carrera

### Internacional[4]
| Islàndia | Islàndia          | Islàndia |
| Any      | Internacionalitat | Gols     |
| -------- | ----------------- | -------- |
| 2009     | 4                 | 0        |
| 2010     | 5                 | 1        |
| 2011     | 4                 | 0        |
| 2012     | 8                 | 0        |
| 2013     | 5                 | 0        |
| 2014     | 7                 | 2        |
| 2015     | 4                 | 1        |
| 2016     | 0                 | 0        |
| 2017     | 6                 | 0        |
| 2018     | 6                 | 0        |
| Total    | 49                | 3        |

### Gols internacionals
| Gol | Data                 | Venue                                 | Contrincant   | Gol | Resultat | Competició                          |
| --- | -------------------- | ------------------------------------- | ------------- | --- | -------- | ----------------------------------- |
| 1   | 11 d'agost de 2010   | Laugardalsvöllur, Reykjavík, Islàndia | Liechtenstein | 1–0 | 1–1      | Amistós                             |
| 2   | 10 d'octubre de 2014 | Estadi Skonto, Riga, Letònia          | Letònia       | 3–0 | 3–0      | Classificació per a l'Eurocopa 2016 |
| 3   | 31 de març de 2015   | A. Le Coq Arena, Tallinn, Estònia     | Estònia       | 1–0 | 1–1      | Amistós                             |

## Honors

### Copenhaguen
- Lliga danesa: 2012-13
- Copa danesa: 2014-15